# Hill River (vattendrag i Australien, South Australia)
Hill River är ett vattendrag i Australien. Det ligger i delstaten South Australia, omkring 160 kilometer norr om delstatshuvudstaden Adelaide.
Trakten runt Hill River består till största delen av jordbruksmark. Trakten runt Hill River är nära nog obefolkad, med mindre än två invånare per kvadratkilometer. Genomsnittlig årsnederbörd är 513 millimeter. Den regnigaste månaden är maj, med i genomsnitt 78 mm nederbörd, och den torraste är december, med 12 mm nederbörd.